# Кяйна (волость)
Кяйна (ест. Käina vald) — волость в Естонії, у складі повіту Гіюмаа.

## Положення
Площа волості — 186 км², чисельність населення на 1 січня 2006 року становила 2180 осіб.
Адміністративний центр волості — селище Кяйна. До складу волості входять ще 34 села: Аадма (Aadma), Алліка (Allika), Есікюла (Esiküla), Йиекюла (Jõeküla), Каасіку (Kaasiku), Каігутсі (Kaigutsi), Кассарі (Kassari), Клеему (Kleemu), Когрі (Kogri), Колга (Kolga), Курісте (Kuriste), Лахекюла (Laheküla), Лелу (Lelu), Лігема (Ligema), Лугусе (Luguse), Мока (Moka), Мяекюла (Mäeküla), Мяелтсе (Mäeltse), Мяннамаа (Männamaa), Насва (Nasva), Ніідікюла (Niidiküla), Нимме (Nõmme), Ниммерга (Nõmmerga), Орйаку (Orjaku), Путкасте (Putkaste), Пярнселйа (Pärnselja), Рістівялйа (Ristivälja), Селйа (Selja), Тагукюла (Taguküla), Татерма (Taterma), Уту (Utu), Ваемла (Vaemla), Віллемі (Villemi), Юхтрі (Ühtri).